# Phoebe Waller-Bridge
Phoebe Mary Waller-Bridge (London, 1985. július 14. –) BAFTA-, valamint kétszeres Golden Globe- és háromszoros Primetime Emmy-díjas angol színésznő, forgatókönyvíró és producer.
Ismertségét és legtöbb díját a Bolhafészek (2016–2019) című vígjátéksorozatnak köszönheti, melynek megalkotója, írója és főszereplője is volt. A Megszállottak viadala (2018–2022) című thrillersorozattal – íróként és producerként – további Golden Globe- és Primetime Emmy-díjakra jelölték.
Filmjei közé tartozik az Albert Nobbs (2011), A Vaslady (2011), a Viszlát, Christopher Robin (2017) és a Solo: Egy Star Wars-történet (2018). A 2021-es Nincs idő meghalni című James Bond-film egyik forgatókönyvírója volt, majd 2023-ban az Indiana Jones és a sors tárcsája című kalandfilmben szerepelt.

## Filmográfia

### Film
| Év   | Magyar cím                       | Eredeti cím                           | Szerep               | Magyar hang    |
| ---- | -------------------------------- | ------------------------------------- | -------------------- | -------------- |
| 2011 | Albert Nobbs                     | Albert Nobbs                          | Yarrell vikomtné     | Hámori Eszter  |
| 2011 | A Vaslady                        | The Iron Lady                         | Susie                |                |
| 2015 | Pasi kell!                       | Man Up                                | Katie                | Törtei Tünde   |
| 2017 | Viszlát, Christopher Robin       | Goodbye Christopher Robin             | Mary Brown           |                |
| 2018 | Solo: Egy Star Wars-történet     | Solo: A Star Wars Story               | L3-37 (hangja)       | Mérai Katalin  |
| 2021 | Nincs idő meghalni               | No Time to Die                        | társ-forgatókönyvíró | –              |
| 2023 | Indiana Jones és a sors tárcsája | Indiana Jones and the Dial of Destiny | Helena Shaw          | Mikecz Estilla |
| 2024 | Képzeletbeli barátok             | IF                                    | Virág (hangja)       | Bertalan Ágnes |
| 2025 |                                  | Rule Breakers                         | Jessica Curie        |                |

Rövidfilmek
| Év   | Cím                                              | Szerep              |
| ---- | ------------------------------------------------ | ------------------- |
| 2008 | Intangible                                       | Anna                |
| 2009 | The Reward                                       | Charlotte           |
| 2011 | Beautiful Enough                                 | zeneszerző (hangja) |
| 2011 | Meconium                                         | Lorna               |
| 2015 | Incident on the Northern Line                    | ismeretlen szerep   |
| 2016 | The 12 Days of Christmas: A Tale of Avian Misery | narrátor            |
| 2018 | Careful How You Go                               | ismeretlen szerep   |

### Televízió
| Év        | Magyar cím            | Eredeti cím               | Szerep               | Megjegyzések                                                 |
| --------- | --------------------- | ------------------------- | -------------------- | ------------------------------------------------------------ |
| 2009      | Doktorok              | Doctors                   | Katie Burbridge      | 1 epizód                                                     |
| 2010      | Hogy ne éld az életed | How Not to Live Your Life | Felicity             | 1 epizód                                                     |
| 2011      | Éjjeli őrség          | The Night Watch           | Lauren               | tévéfilm                                                     |
| 2011–2013 |                       | The Café                  | Chloe Astill         | 13 epizód                                                    |
| 2013      |                       | Coming Up                 | Karen                | 1 epizód                                                     |
| 2013      |                       | London Irish              | Steph                | minisorozat (1 epizód)                                       |
| 2013      | Lúzer töritanár       | Bad Education             | India                | 1 epizód                                                     |
| 2014      |                       | Blandings                 | Felicity             | 1 epizód                                                     |
| 2014      |                       | Glue                      | Bee Warwick          | minisorozat (2 epizód)                                       |
| 2014      |                       | Drifters                  | nem szerepel         | forgatókönyvíró (3 epizód)                                   |
| 2015      | Broadchurch           | Broadchurch               | Abby Thompson        | 2. évad (8 epizód)                                           |
| 2015      |                       | Love at First Swipe       | narátor              | dokumentumfilm                                               |
| 2016      |                       | Crashing                  | Lulu                 | - 6 epizód - megalkotó, író és vezető producer               |
| 2016–2019 | Bolhafészek           | Fleabag                   | Fleabag              | - főszereplő (12 epizód) - megalkotó, író és vezető producer |
| 2018–2022 | Megszállottak viadala | Killing Eve               | nem szerepel         | - forgatókönyvíró (4 epizód) - vezető producer (24 epizód)   |
| 2019      | Saturday Night Live   | Saturday Night Live       | önmaga (házigazda)   | 1 epizód (Phoebe Waller-Bridge / Taylor Swift)               |
| 2020      | Futás                 | Run                       | Laurel Halliday      | - szereplő (3 epizód) - vezető producer (7 epizód)           |
| 2020      | Az Úr sötét anyagai   | His Dark Materials        | Sayan Kötör (hangja) | 2 epizód                                                     |
| 2021      |                       | Staged                    | önmaga               | 1 epizód                                                     |
| 2021      |                       | Great British Theatre     | Fleabag              | 1 epizód                                                     |

## Fordítás
- Ez a szócikk részben vagy egészben  a   Phoebe Waller-Bridge című angol Wikipédia-szócikk ezen változatának fordításán alapul.  Az eredeti cikk szerkesztőit annak laptörténete sorolja fel. Ez a jelzés csupán a megfogalmazás eredetét és a szerzői jogokat jelzi, nem szolgál a cikkben szereplő információk forrásmegjelöléseként.